# La Freccia Azzurra
La Freccia Azzurra è un film d'animazione del 1996 di Enzo D'Alò, ispirato all'omonimo romanzo di Gianni Rodari del 1964. È il primo lungometraggio dello studio di animazione Lanterna Magica, e costò ai suoi autori quasi quattro anni di lavoro.

## Trama
Nella cittadina di Orbetello, molti bambini con i loro genitori si affrettano per le ultime compere, accalcandosi davanti alla vetrina del negozio della Befana che durante tutto l'anno riceve ordinazioni e lettere dai bambini e, proprio nella notte fra il 5 e il 6 gennaio porta i doni a chi è stato buono. Quell'anno però molti bambini rischiano di non veder avverato il loro desiderio. Infatti il malefico assistente della Befana, il dottor Scarafoni, dopo aver costretto a letto la vecchina con una "strana influenza", ha incominciato a sua insaputa ad accettare ordinazioni solo dietro un profumato compenso e ha deciso di portare i doni solo a chi ha i soldi per pagarglieli. I bambini molto ricchi come Carlo Alberto e Filippo Maria possono perciò consegnare la lunga lista dei regali nel negozio, pagare e andarsene soddisfatti e sicuri di ricevere tutto quanto richiesto.
Ben diversa è invece l'accoglienza per Francesco, un bambino povero orfano di padre, che aiuta la famiglia lavorando la sera in un cinema della città. Passando davanti al negozio della Befana si è innamorato di un trenino detto "la Freccia Azzurra", in quanto era il treno su cui prestava servizio suo padre prima di morire. Dentro al negozio è però trattato molto duramente da Scarafoni, che lo rimprovera e lo caccia in malo modo dopo aver appreso che è un bambino povero. I giocattoli, dotati di vita propria e indispettiti dalla cattiveria di Scarafoni, ordiscono un piano ai danni del negozio: ognuno di loro ha voglia di finire nelle mani di un bambino che lo desideri veramente e lo tratti con amore e cura e non nelle mani di quei bambini viziati che si stufano di tutto dopo poco tempo. Così, la sera del 5 gennaio, prima che Scarafoni li prenda per consegnarli ai proprietari che hanno pagato, i giocattoli, guidati dal cane di pezza Spicciola, fuggono via. Essi escono così all'esterno, passando per una cantina dove vive un bambino; pertanto l'orsetto di peluche, non sentendosi pronto per affrontare il viaggio decide di fermarsi e "regalarsi" al ragazzino.
Non appena Scarafoni si accorge della scomparsa dei giocattoli, si lancia alla loro ricerca e, a cavallo della scopa della Befana, inizia ad esplorare la città dall'alto. Intanto i giocattoli proseguono nel loro viaggio e lungo il percorso incontrano amici che li aiutano, come la Statua nella piazza, ma si trovano anche a dover affrontare numerosi pericoli e a superare molti ostacoli: una pozzanghera diventa per loro un terribile gorgo che sta per inghiottire una bambolina, ma per fortuna il Capitano Mezzabarba riesce a salvarla grazie al suo mezzo marinaio. Scarafoni trova i giocattoli e li insegue; sta per riprenderli tutti, ma arriva il pilota giocattolo che gli sbarra la strada, sparandogli in pieno viso una raffica di cicche, per poi finire col perderli di nuovo grazie anche all'aiuto della Statua la quale lo colpisce alla testa con una bastonata facendogli perdere i sensi. Poco dopo un tram rischia di investire la Freccia Azzurra, ma il suo capotreno riesce a farla uscire dai binari. Passa un po' di tempo e Scarafoni, grazie al tradimento di un membro del gruppo, un pupazzo mago da sempre stato contrario al piano di fuga, riesce a rintracciare un'altra volta i giocattoli e corre a catturarli, ma Spicciola lo assale: i giocattoli riescono così a fuggire mentre il cagnolino finisce in un bidone dell'immondizia.
La Befana, svegliata da una telefonata di protesta di un cliente, scopre l'inganno di Scarafoni (la fece ammalare con del veleno, facendolo scambiare per una medicina) e decide dunque di entrare in azione: recupera la sua scopa di riserva, sveglia Mastro Romualdo e tutti gli altri giocattolai della città, per far loro costruire nuovi giocattoli da distribuire prima dell'alba. Frattanto Lesto e Scarpa, due maldestri e litigiosi ladri che hanno visto Scarafoni nascondere molti soldi nella cassaforte del negozio, decidono di compiere una rapina, ma non riuscendo a entrare dall'unica finestrella che dà accesso al negozio della Befana, decidono di servirsi di un bambino, e rapiscono Francesco che, a quell'ora di notte - terminato il suo lavoro al cinema - è l'unico in giro per la città. Intanto tutti i bambini sono sempre più agitati perché le ore passano e della Befana non c'è alcuna traccia. Solo qualche fortunato vede avverarsi il proprio desiderio perché i giocattoli fuggiti dal negozio (che ormai hanno perso Spicciola e non sono più in grado di seguire le tracce di Francesco), hanno recuperato da Scarafoni il taccuino con gli indirizzi di tutti i bambini, e quando trovano sul loro percorso qualche bimbo interessante, scelgono di separarsi dal gruppo e di fermarsi in dono. Così le due bamboline si fermano a casa di una bambina, il Capitano Mezzabarba finisce per errore nelle mani di Marina che lo vestirà da bambola; verrà poi trovato dalla Befana che lo porterà da un altro bambino. Le matite colorate riempiono la casa di disegni magici a un altro bimbo e lo stesso faranno anche il gran capo Penna d'Argento, il pilota, i componenti della banda musicale, la papera di legno,  il mago (pentito per le sue azioni) e gli operai con la gru. Il generale invece rimane indietro per la disperazione di aver perso i suoi cannoni in un tombino; viene però trovato dal metronotte Arturo che decide di regalarlo a suo figlio. Alla fine tutti trovano un bambino a cui donarsi.
Nel frattempo Francesco è stato fatto passare dalla finestrella e, rinchiuso nel negozio della Befana, chiama la polizia per denunciare i due ladri, ma viene creduto loro complice e arrestato. Per fortuna Arturo - che è amico di Francesco - convinto dell'innocenza del ragazzo, corre a chiamare la Befana, la quale si precipita in commissariato e, dopo aver denunciato Scarafoni, lo fa immediatamente rilasciare. È ormai l'alba. Francesco stanco morto se ne sta tornando a casa e un vetturino che lo vede solo e affranto gli offre un passaggio sulla sua carrozza.
La Befana, dopo aver ritirato i nuovi giocattoli da Mastro Simone, parte a razzo per la distribuzione dei regali e riesce ad accontentare tutti i bambini. Spicciola, che nel frattempo è riuscito - grazie all'aiuto di un altro cane - a uscire dal bidone dell'immondizia e, magicamente, si è trasformato in un cane in carne ed ossa, vaga triste e malinconico per la città deserta. Ad un tratto, quando ormai tutto sembra perduto, Spicciola s'imbatte nella carrozza e vi trova Francesco che, felicissimo d'aver trovato un nuovo amico, pensa che quello sia il miglior regalo che la Befana potesse fargli.
Scarafoni ormai perde la speranza di recuperare i giocattoli, decide di tornare al negozio, prendere i soldi dalla cassaforte e scappare velocemente. Ma nella fuga è inseguito dai ragazzi e dai genitori, infuriati per non aver ricevuto i regali già pagati; i ragazzi gli aprono la valigia, così le banconote si spargono in cielo e in terra e lui si accascia al suolo disperato, e allora un poliziotto lo arresta per truffa ai danni della Befana e ai famigliari dei ragazzi e lo porta al commissariato. Per Francesco invece è l'inizio di una nuova vita: la Befana gli propone di diventare il suo nuovo aiutante di fiducia.

## Personaggi
- Befana: la sovrana dell'Epifania e padrona di un negozio di giocattoli. Signora anziana e generosa (in particolare con i bambini), è vittima di un imbroglio di Scarafoni; scoperto il trucco di quest'ultimo, decide di passare all'azione per distribuire i giocattoli ai bambini. Il suo mezzo di trasporto personale è una scopa volante.
- Francesco: un bambino povero e orfano di padre. Buono e onesto, aiuta la famiglia lavorando in un cinema. Incastrato da due ladri che intendevano servirsi di lui per rubare il denaro incassato in segreto da Scarafoni, verrà scagionato grazie all'aiuto di Arturo e della Befana. Alla fine avrà Spicciola come suo regalo e diventa il nuovo aiutante della Befana.
- I giocattoli: il gruppo di giocattoli esposto nella vetrina della casa della Befana. Quando scoprono che non stanno per essere donati, ma venduti, decidono di donarsi a Francesco, sapendo quanto buono sia il bambino. Purtroppo, il viaggio alla sua ricerca sarà pieno di pericoli dato dalle intemperie della notte invernale e soprattutto da Scarafoni, l'assistente della Befana. Quando però Spicciola, l'unico in grado di rintracciare Francesco, si separa dal gruppo, il resto dei giocattoli si offrono a vari bambini presenti nell'elenco della Befana.
  - Spicciola: un cagnolino di pezza, che pur essendo un giocattolo, possiede lo stesso fiuto di un cane vero. Quando il gruppo di giocattoli viene raggiunto da Scarafoni, affronta l'uomo per proteggere i propri amici, finendo purtroppo separato da essi. Alla fine Spicciola, trasformatosi magicamente in un vero cagnolino, è l'unico a trovare Francesco e a diventare suo, con grande gioia di entrambi.
  - Capitano Mezza Barba: un marinaio con la sua barchetta, caratterizzato da un errore di produzione per cui la sua barba risulta essere fatta solo a metà. Quando lui e gli altri giocattoli si mettono alla ricerca dei bambini a cui donarsi, si dona a quello che crede essere un bambino di nome Marino, sbagliandosi in quanto in realtà si tratta di una bambina di nome Marina, che lo decora in maniera per lui umiliante per cui scappa, tornando dalla Befana a cui racconta tutta la storia. Felice di sapere finalmente la verità, la Befana gli completa la barba con la promessa di darlo ad un bambino con cui il giocattolo e la nave potranno felicemente giocare.
  - Penna d'Argento: un capo indiano e leader non ufficiale dei giocattoli. È quello maggiormente legato a Spicciola e spesso fa da voce della ragione nel gruppo.
  - La Freccia Azzurra, con i suoi tre macchinisti: il giocattolo inizialmente desiderato da Francesco, essendo il proprio defunto padre stato un tempo il pilota di una vera Freccia Azzurra. Per questo, inizialmente, sono assieme a Spicciola i più determinati a trovare il bambino, ma quando il gruppo si separa da Spicciola, loro trovano Roberto, figlio di un Ferroviere, a cui si donano dopo aver assistito al suo coraggio.
  - Banda musicale.
  - Generale con tre soldati.
  - Tre uomini con una gru.
  - 7 matite colorate.
  - Le bambole Carlotta e Barbara.
  - Mago.
  - Pilota con il suo aeroplanino.
  - Papera di legno.
  - Orsetto di peluche.
- Scarafoni: principale antagonista del film, è l’assistente dalla Befana. Uomo malvagio, avido, disonesto e doppiogiochista, induce la Befana a rimanere a letto (facendola ammalare apposta) in modo da far distribuire i giocattoli a pagamento solo ai bambini ricchi e lasciare i bambini che non possono permetterseli senza nessun dono. Alla fine viene smascherato e arrestato. Nonostante la sua indubbia cattiveria, Scarafoni è al contempo un personaggio goffo e divertente, capace di strappare al pubblico più di una risata.
- Lesto e Scarpa: antagonisti secondari del film, sono due giovani ladri. Non riuscendo ad entrare nel negozio della Befana per rubare i soldi di Scarafoni, nascosti in una cassaforte dietro un quadro appeso alla parete, coinvolgono Francesco nel loro piano. Alla fine vengono arrestati.
- Arturo: metronotte amico sia della Befana che di Francesco. Quando quest'ultimo viene ingiustamente arrestato, Arturo capisce subito che si tratta di un grosso malinteso, quindi si prodiga per farlo rilasciare chiedendo aiuto alla Befana.
- Commissario: capo della polizia. Quando Francesco viene ingiustamente arrestato, poiché incastrato da Lesto e Scarpa, non crede alla sua innocenza fino a che non interviene la Befana che, conoscendo il commissario sin da quando anche lui era un bambino, gli dice di rilasciarlo.
- Statua: una scultura di pietra con l'aspetto di un gentiluomo, capace di prender vita e parlare. Amico e alleato dei giocattoli, contribuisce alla loro ricerca di Francesco e mette fuori combattimento Scarafoni colpendolo in testa con il suo bastone da passeggio.
- Carlo Alberto e Filippo Maria: due bambini fratelli ricchi e dall’aria snob che ordinano alla Befana una grossa quantità di giocattoli. Arriveranno poi a vendicarsi con Scarafoni per non aver ricevuto nulla. Nonostante siano due personaggi ricorrenti nel film, non hanno mai un vero e proprio dialogo con i protagonisti.

## Versione statunitense
Nel 1997, il film venne esportato negli Stati Uniti e fu distribuito in direct-to-video dalla Buena Vista Home Video con il titolo How the Toys Saved Christmas (Come i giocattoli salvarono il Natale). Nelle anteprime venne pubblicizzato come The Toys Who Saved Christmas (I giocattoli che salvarono il Natale).
In questa versione il film è molto simile all'originale, ma presenta alcuni cambiamenti: il film è ambientato alla Vigilia di Natale e la Befana, rinominata "Granny Rose" ("Nonna Rosa") e doppiata da Mary Tyler Moore, viene descritta come l'aiutante di Babbo Natale, che narra inoltre l'inizio; Tony Randall doppia Mr. Grimm (Scarafoni), Michael Caloz è Christopher Winter (Francesco) e Sonja Ball doppia Jingles (Spicciola).
Anche la trama ha alcune alterazioni, ma rimane comunque fedele all'originale. Christopher Winter chiede la Freccia Azzurra (Blue Arrow) a Babbo Natale per il suo amico orfano Charlie (al quale poi arriva) e "un amico speciale" per sé stesso, desiderio che si avvera quando adotta Jingles.
Alcune scene sono state eliminate o posizionate in altri momenti rispetto all'originale, così come le musiche, tutte rimpiazzate con composizioni originali.

## Riconoscimenti
Il film si aggiudicò alcuni prestigiosi premi cinematografici italiani:
- 1997 - David di Donatello
  - Miglior musicista a Paolo Conte
- 1997 - Nastro d'argento
  - Migliore colonna sonora a Paolo Conte
  - Premio speciale per un film d'animazione prodotto in Italia
- 1997 - Bellaria Film Festival
  - Premio Casa Rossa - Miglior contributo tecnico
- Festival internazionale del film d'animazione di Annecy - 1997
  - Candidatura miglior lungometraggio

## Musiche
Nel film, figurano le versioni strumentali di alcuni brani di Paolo Conte, come Il miglior sorriso della mia faccia e Vita da sosia.

## Curiosità
Nel dicembre del 2019 in occasione dei 100 anni dalla nascita di Gianni Rodari viene proiettata una versione restaurata in 2k.